# Trichoferus
Genre
Trichoferus est un genre d'insectes coléoptères de la famille des Cerambycidae, de la sous-famille des Cerambycinae et de la tribu des Hesperophanini.

## Systématique
Ce  genre a été décrit par l'entomologiste britannique Thomas Vernon Wollaston en 1854.

### Synonymie
- Hesperandrius Reitter, 1912

## Taxinomie
Liste des espèces : 
- Trichoferus antonioui
- Trichoferus arenbergeri
- Trichoferus basalis
- Trichoferus berberidis
- Trichoferus bergeri
- Trichoferus campestris
- Trichoferus cisti
- Trichoferus cribricollis
- Trichoferus fasciculatus
- Trichoferus fissitarsis
- Trichoferus georgioui
- Trichoferus griseus
- Trichoferus guerryi
- Trichoferus holosericeus
- Trichoferus ilicis
- Trichoferus ivoi
- Trichoferus kotschyi
- Trichoferus lunatus
- Trichoferus maculatus
- Trichoferus magnanii
- Trichoferus pallidus
- Trichoferus preissi
- Trichoferus robustipes
- Trichoferus samai
- Trichoferus sbordonii
- Trichoferus semipunctatus
- Trichoferus senex
- Trichoferus spartii

## Distribution
Trichoferus est répandu en Asie centrale et orientale.

### Article lié
- Cerambycinae